# Julian Kennedy
Julian Kennedy (Poland, Ohio, 15 de março de 1852 - 28 de maio de 1932) foi um engenheiro mecânico e inventor alemão, conhecido por suas contribuições à indústria do aço. Recebeu a Medalha ASME de 1928.

## Obras publicadas
- Julian Kennedy, "Some modifications in Blast Furnace Construction."  Proceedings of the Engineers Society of Western Pennsylvania XXIII, Engineers Society, 1908. p. 3-15

Publicações sobre Julian Kennedy
- Templeton Smith. Engineer Pittsburgh: The Story of Julian Kennedy, Engineer: His Helpmate Jane Eliza Brenneman and His Kennedy and Truesdale Ancestors in America. 1996.

Patentes selecionadas
- Patent US244997 - Hot Blast Stove, 1881.
- Patent US593476 - Furnace-valve for hot-blast stoves, 1896
- Patent US581165 - Mechanism for operating shears, 1897
- Patent US760873 - Hot-blast valve, 1904.
- Patent US1178522 - Charging-bell for blast-furnaces, 1916